# Зосимівка
Зо́симівка — село в Україні, у Ємільчинській селищній територіальній громаді Звягельського району Житомирської області. Населення становить 54 осіб (2001).

## Географія
Село межує на півночі з Старим Хмериним, на північному сході з Сербами, на сході з Мойсіївкою, на південному сході з Катеринівкою, на півдні з Вільшанкою, на південному заході з Вербівкою. на заході з Малою Цвілею, на північному заході з Ілляшівкою та Карпилівкою.

## Історія
У 1906 році — колонія Засилівка (рос. Зисилевка) Сербівської волості Новоград-Волинського повіту Волинської губернії. Відстань від повітового міста 27 версти, від волості 7. Дворів 98, мешканців 552.
У 1923—59 роках — адміністративний центр Засимівської сільської ради Городницького та Ємільчинського районів.
До 29 березня 2017 року село входило до складу Сербівської сільської ради Ємільчинського району Житомирської області.